# Rohullah Nikpai
Rohullah Nikpai (Kabul, 15 de junio de 1987) es un deportista afgano que compitió en taekwondo.
Participó en dos Juegos Olímpicos de Verano en los años 2008 y 2012, obteniendo dos medallas, bronce en Pekín 2008 y bronce en Londres 2012. Ganó una medalla en el Campeonato Mundial de Taekwondo de 2011, y tres medallas en el Campeonato Asiático de Taekwondo entre los años 2008 y 2014.

## Palmarés internacional
| Juegos Olímpicos    | Juegos Olímpicos             | Juegos Olímpicos  | Juegos Olímpicos |
| Año                 | Lugar                        | Medalla           | Categoría        |
| ------------------- | ---------------------------- | ----------------- | ---------------- |
| 2008                | Pekín (China)                | Medalla de bronce | –58 kg           |
| 2012                | Londres (Reino Unido)        | Medalla de bronce | –68 kg           |
| Campeonato Mundial  |                              |                   |                  |
| Año                 | Lugar                        | Medalla           | Categoría        |
| 2011                | Gyeongju (Corea del Sur)     | Medalla de bronce | –68 kg           |
| Campeonato Asiático |                              |                   |                  |
| Año                 | Lugar                        | Medalla           | Categoría        |
| 2008                | Luoyang (China)              | Medalla de bronce | –58 kg           |
| 2012                | Ciudad Ho Chi Minh (Vietnam) | Medalla de plata  | –68 kg           |
| 2014                | Taskent (Uzbekistán)         | Medalla de bronce | –68 kg           |